# Martina Jost

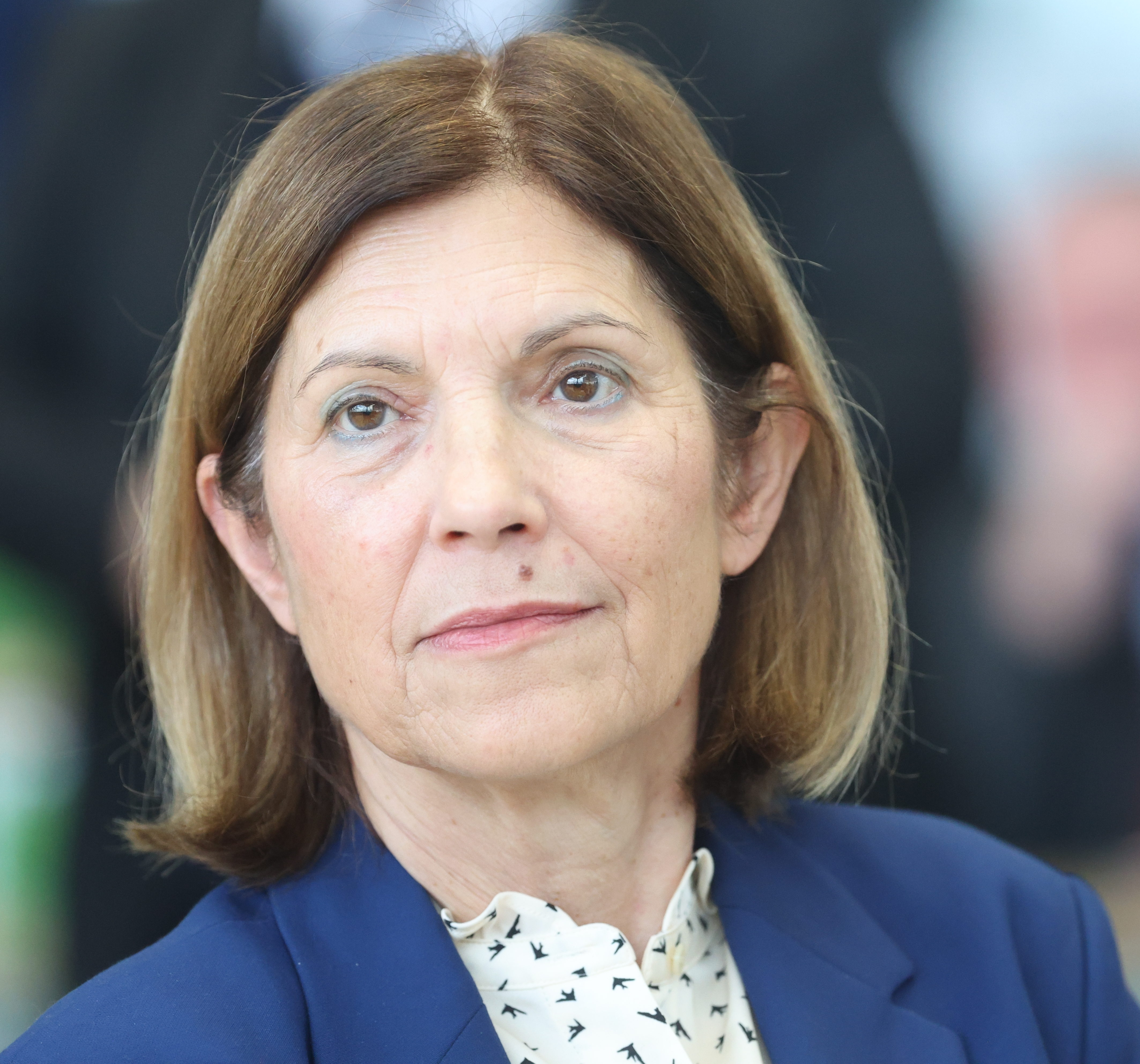
Martina Jost (2024)

Martina Jost (* 1961 in Halle (Saale)) ist eine deutsche Politikerin (AfD). Sie ist seit 2019 Mitglied des Sächsischen Landtages.

## Leben
Jost ist als Diplom-Wirtschaftsingenieurin in Sachsen tätig. Bei der Landtagswahl in Sachsen 2019 zog sie über die Landesliste der AfD Sachsen in den Sächsischen Landtag ein. Bei der Landtagswahl 2024 zog sie erneut über die AfD-Landesliste in den Landtag ein.
Jost ist stellvertretende Landesvorsitzende der AfD Sachsen. Sie ist im „Frauennetzwerk der AfD“ aktiv.
Jost wohnt in Dresden.

## Politische Positionen
Dem MDR nannte sie vor der Wahl 2019 als Kernthemen die Familienpolitik und die Bildungspolitik. Jost will demnach das Landeserziehungsgeld ausbauen, die ambulante und Tagespflege stärken. Sie will die Eltern stärker für die Kindererziehung verantwortlich machen und nennt das politische Schlagwort Frühsexualisierung, die sie in Sachsen verhindern wolle. In der Bildungspolitik wolle sie die Oberschule stärken und längeres gemeinsames Lernen ermöglichen. Jost will den Bologna-Prozess rückgängig machen und an Universitäten und Hochschulen zu Diplom- und Magisterabschlüssen zurückkehren.

## Schriften
- Martina Jost: Martina Jost. 5. Kapitel. In: Stephan Schwarz (Hrsg.): Mutfrauen. Erfolgreich mit Qualität. Ohne Quote. Ohne Quatsch. Mit einem Geleitwort von Beatrix von Storch. 2. Auflage. Gerhard-Hess-Verlag, Uhingen 2025, ISBN 978-3-87336-856-9, S. 37–43 (Inhaltsverzeichnis).